# Christophe Miossec
« Miossec » redirige ici. Pour les autres significations, voir Miossec (homonymie).
Christophe Miossec, simplement appelé Miossec, né le 24 décembre 1964 à Brest dans le Finistère, est un auteur-compositeur-interprète, parolier et occasionnellement acteur français. Avec Dominique A, il est l'un des artistes ayant participé à définir la « nouvelle scène française ».

## Biographie
Né le 24 décembre 1964 à Brest d'un père plongeur-pompier et d'une mère employée à la marine nationale, Christophe Miossec est diplômé de l'Université de Bretagne-Occidentale (avec un DESS d'histoire). Durant ses études, il écrit des critiques musicales pour Ouest France. Il a exercé différents métiers dans la presse écrite, la publicité, et à TF1 avant de se consacrer à la musique, au milieu des années 1990. Il n'était pas tout à fait un nouveau venu sur la scène rock brestoise qu'il a déjà côtoyée, dans les années 1980 avec un groupe local, Printemps Noir, dans lequel il était guitariste. Le groupe d'origine brestoise Goûts de luxe aurait, pour son tube Les Yeux de Laura, emprunté le refrain à un titre de Printemps Noir écrit par le batteur du groupe, Jean-Claude Herry. Ce sera sa rencontre en 1994 avec le guitariste Guillaume Jouan puis avec le guitariste Bruno Leroux (membre des Locataires, autre groupe local) qui est déterminante pour la carrière musicale de Miossec.
Miossec travaille quelques années à Bruxelles à proximité de sa maison de disques PIAS qui publie l'ensemble de ses albums depuis 1995. Il se réinstalle en 2007 dans le Finistère,.

### BoireavantL'Étreinte

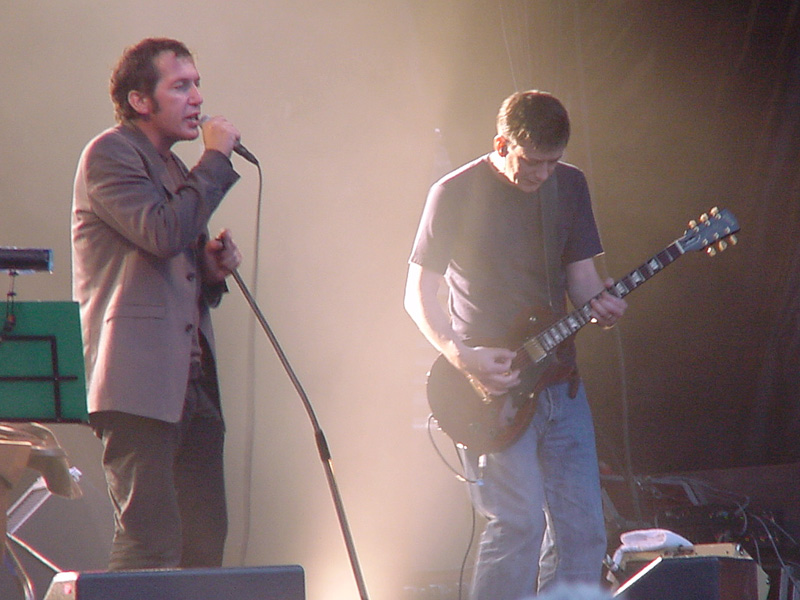
Miossec en concert à Brest en 2003.

Après avoir rodé une petite quinzaine de compositions dans les bars et les salles brestoises, le trio composé de Miossec, Guillaume Jouan et Bruno Leroux entre en studio et publie Boire, en 1995, un premier album que la critique soutient, notamment les Inrockuptibles,. Le disque frappe par ses textes crus et désabusés, aux rimes et pieds approximatifs, ainsi que par sa musique dépouillée (simplement deux guitares, dont celle de Guillaume Jouan, et une basse). Cet album connaîtra un relatif succès national avec plus de 100 000 exemplaires vendus, mais sera surtout considéré comme l'un des albums novateurs et fondateurs de la « nouvelle vague de la chanson française » avec les disques de Dominique A.
Encouragé par ces débuts, Miossec va par la suite s'entourer de nouveaux musiciens, dont Yves-André Lefeuvre à la batterie, ou encore Olivier Mellano (collaborateur habituel de Dominique A) à la guitare et au violon. Cette formation permettra au chanteur d'étoffer musicalement ses premières compositions[réf. souhaitée]. Il poursuivra sa production discographique avec Baiser, en 1997. L'auteur n'est toutefois pas satisfait du résultat. À l'époque, Miossec fonctionne en groupe et joue beaucoup sur scène. C'est fatigué par une tournée qu'il arrive à l'enregistrement de ce qui sera, selon lui, une auto-parodie.
Décidant de renouer avec la naïveté de Boire, Miossec se remet à travailler en duo avec Guillaume Jouan, les autres musiciens ne sont là qu'à l'occasion de l'enregistrement. Miossec connaît alors une vraie consécration nationale avec son troisième album, À prendre (1998), qui apparaît comme un aboutissement de ses deux précédentes productions. Le succès de ce disque lui donne une notoriété jamais démentie depuis, et lui ouvre de nouveaux horizons. Il se met alors à écrire des textes pour différents artistes.
Malgré le changement de fonctionnement, l'artiste reste insatisfait de son troisième album qu'il n'aime pas et qu'il considère même comme inaudible, et décide de changer encore une fois de méthode de travail. Il s'entoure de musiciens comme Armand Gonzalez, Jérome Nivelle et Gael Desbois, qu'il qualifie de « fortes personnalités explosées » et s'enferme en studio pendant deux mois. Les épreuves sont cependant jetées à la poubelle et Miossec se sépare de tous ses acolytes, même de Guillaume Jouan, et reprend tout à zéro. Cela donne finalement Brûle, où l'on retrouve l'inspiration première qui a révélé l'artiste et qui sera le premier album depuis Boire où le Brestois se dit satisfait du résultat. S'étant définitivement séparé de Guillaume Jouan, il trouve dans le réalisateur Matthieu Ballet un nouveau compère musical, ce dernier le suivant même en tournée, accompagné aussi de Yan Péchin, Philippe Entressangle, Alain Ekpob et Jérôme Bensoussan. Le morceau Grandir donne une nouvelle dimension à l'univers de Miossec[réf. nécessaire], en faisant allusion à son fils Théo, né en 1998.
Invité pour arranger ses quatre premiers albums par l'Orchestre lyrique de Région Avignon Provence, où il réside alors, Miossec transforme la commande en un cinquième album où l'orchestre participe sur certains titres. Intitulé 1964, en référence à son année de naissance, la musique orchestrale donne une certaine ampleur, nouvelle chez Miossec, et les textes, parlant toujours de la famille (Je m'en vais dédiée à son frère et à sa famille et non à une femme), mais aussi de la fin de la jeunesse (Brest, La Quarantaine), des amis perdus (Les gueules cassées), de la difficulté d'être au monde (Rester en vie), sont plus chantés. « Miossec a ainsi pu, pour la première fois depuis son premier album Boire, retrouver un équilibre digne entre ses mots et sa musique » diront même les Inrockuptibles. Ce disque le consacre définitivement à sa sortie en 2004 ; c'est l'album de la maturité, diront certains. Il est élu grand prix du disque du Télégramme 2004.
L'Étreinte, paru en 2006, est une sorte d'écho à 1964. Les thèmes y sont tout aussi matures et l'attention portée à la musique, même si elle n'est plus symphonique, est aussi importante que sur le précédent opus. Dans la lignée de 1964, le trentenaire de Boire s'est assagi en devenant un quadra passé par l'expérience du couple et des enfants. En 2007, sort sa première compilation Brest of (Tout ça pour ça) pour laquelle certaines anciennes chansons sont ré-enregistrées.

### Retour en Bretagne

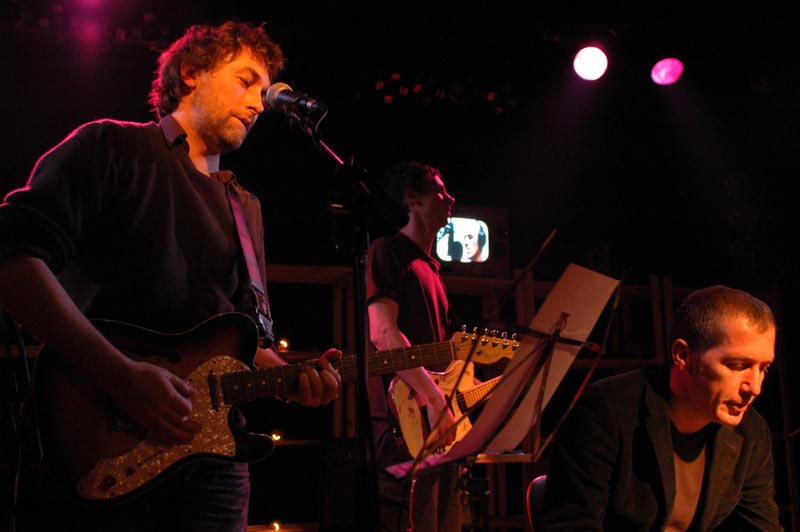
Miossec (à droite), sur scène avec Yann Tiersen (à gauche).

Miossec, un temps exilé à Bruxelles, revient dans le Finistère en 2007. En janvier et février 2009, il organise une mini-tournée avec Yann Tiersen, un ami de longue date avec lequel il n'avait jamais eu l'occasion de travailler. Cette série de concerts leur permet de présenter et tester les titres du prochain album de Miossec sur lequel Yann Tiersen a pris une part importante, puisqu'il a composé l'intégralité des musiques (seul ou avec Christophe Miossec), joué presque tous les instruments et réalisé l'album. Cet album, intitulé Finistériens, sort le 14 septembre 2009. On y retrouve l'univers du Brestois, les plaies du couple, les turpitudes de la vie, qui trouvent écho dans des chansons toujours inspirées du quotidien, mais cette fois également par le monde du travail comme pour Les Chiens de paille et CDD.
En juin 2011 est diffusé sur les radios Chanson pour les amis, le premier extrait de son nouvel album. L'album Chansons ordinaires paraît en septembre 2011. Il est très axé rock, et embauche le groupe rennais Santa Cruz pour l'accompagner sur scène lors de la tournée qui suit.
Il écrit également à cette période plusieurs textes pour Axelle Red, dont La Claque, le premier extrait de son album Un cœur comme le mien. Il écrit également des textes pour plusieurs albums de Johnny Hallyday, dont la chanson 20 ans qui recevra la Victoire de la musique 2014 de la chanson de l'année. Enfin, il parraine un album de reprises de chants de marins bretons intitulé Les Marins d'Iroise qui paraît le 27 juin et en collaboration avec TF1, son ancien employeur. Un nouvel album, intitulé Ici-bas, ici-même, paraît le 14 avril 2014. Écrit et composé par Miossec, il est arrangé par Albin de la Simone. Un premier extrait On vient à peine de commencer est dévoilé en février.
Le 27 mai 2016 sort un nouvel album, Mammifères, qui marque une évolution musicale vers une approche plus folk et de musique tzigane grâce à trois nouveaux musiciens autour de lui : Leander Lyons (guitare et guitare basse), Johann Riche (accordéon) et surtout Mirabelle Gilis (violon) qui est une rencontre marquante, musicalement et personnellement, pour Miossec. En octobre 2017, la tournée est retranscrite sur un CD/DVD Live, le premier du chanteur, Mammifères aux Bouffes du Nord. Puis Miossec est de retour avec un nouvel album à l'automne 2018, avec un premier extrait, Nous sommes,. L'album, lui, s'intitule Les Rescapés.
C'est au début 2023 que Christophe Miossec sort Simplifier, douzième album qu'il réalise notamment avec des brestois, où il recherche et atteint un son plus épuré enregistré depuis son domicile finistérien,. 
Christophe Miossec réédite en novembre 2024 1964 pour en fêter les 20 ans de la sortie, avec l’album dans sa version originale enregistrée aux studios Miraval avec l’orchestre lyrique d’Avignon. Miossec annonce à cette occasion reprendre la scène, qu'il avait dû délaisser pour raisons médicales,.

### Divers
Très ami avec Miossec, le chanteur Cali déclare s'inspirer de son franc parler et Renan Luce, sur Europe 1, le fait de l'avoir vu sur scène lui a donné envie de faire des concerts.
Miossec est candidat aux élections municipales de 2008 à Locmaria-Plouzané où il est résident, en position non-éligible sur la liste de gauche conduite par Jean Le Traon. La liste est battue de trente-sept voix au deuxième tour.
Il a tenu quelques rôles au cinéma, dans le film Illumination de Pascale Breton en 2004, dans son propre rôle en 2012 dans L'Air de rien aux côtés de Michel Delpech ; l'année suivante dans le film Les Salauds de Claire Denis, ainsi que dans une série télévisée ; et en 2016 dans le film Fleur de tonnerre de Stéphanie Pillonca-Kervern, adapté du roman homonyme de Jean Teulé.
Depuis 2009, une forme d'ataxie, maladie orpheline chronique touchant le cervelet, lui a été diagnostiquée l'obligeant à ne plus boire d'alcool sous peine d'importantes complications dont l'impossibilité de se déplacer, la difficulté à parler, voire à avaler, il doit même s'appuyer avec une canne pour marcher. Cette maladie a été diagnostiquée au CHU de Brest à la suite de douleurs aux genoux.
En janvier 2012, il est nommé chevalier dans l'Ordre des Arts et des Lettres.
Il soutient le candidat PS Benoît Hamon lors de l'élection présidentielle de 2017.

## Discographie

### Collaborations
avec Mirabelle Gilis

### Autres morceaux enregistrés
- 1998 : Stade Brestoa, sur la compilation Amour Foot.

### Participations
- 1999 : Remise de peine sur l'album Sang pour sang de Johnny Hallyday
- 2002 : Extase à St-Malo sur l'album Le Dernier Cri d'Ali Dragon
- 2004 : Je m'en tire pas mal sur l'album Gargilesse de Florent Marchet
- 2005 : Le Jour de l'ouverture avec Dominique A sur l'album Les Retrouvailles de Yann Tiersen
- 2006 : La vie est une putain sur l'album Les Choses en face de Joseph d'Anvers (chœur)
- 2007 : De toute manière sur l'album À genoux de Charline Rose
- 2008 : À Montparnasse avec Yann Tiersen sur l'album Banquet de cristal de Red Cardell (ne pas confondre avec le titre du même nom de Miossec)
- 2012 : Palavas-les-Flots sur l'album Song, Song, Song de Baptiste Trotignon
- 2012 : Mon fantôme chanté par Melody Gardot sur l'album Song, Song, Song de Baptiste Trotignon
- 2012 : Happy End sur l'album Vernet-les-Bains de Cali
- 2013 : Souviens toi sur l'album La Morsure de Fred Métayer
- 2017 : Brest en duo avec Jane Birkin sur l'album collectif Breizh eo ma bro !
- 2018 : Il n'a jamais tué de chamois sur l'album Souris Calle de Sophie Calle
- 2019 : La fête est finie, écriture, co-composition et interprétation en trio avec Stephan Eicher et Axelle Red sur l'album Homeless Songs de Stephan Eicher
- 2024 : Qu'avons-nous fait, qu'avons-nous dit, co-écriture et interprétation en duo avec Dominic Sonic sur l'album du même nom de ce dernier.

### Reprises
- 1995 : La Fille à qui je pense, reprise de Johnny Hallyday sur son premier album Boire.
- 1997 : Salut les amoureux, reprise de Joe Dassin sur son deuxième album Baiser.
- 1998 : Ma gueule reprise de Johnny Hallyday avec Pascal Comelade sur la compilation Comme un seul Homme.
- 2001 : La Non-demande en mariage, reprise de Georges Brassens sur la compilation Les Oiseaux de passage.
- 2001 : Ballade de Melody Nelson, reprise de Serge Gainsbourg sur la compilation Pop Sessions.
- 2003 : O tristes, triste était mon âme, reprise de Léo Ferré sur la compilation Avec Léo.
- 2004 : Pour un flirt avec toi reprise de Michel Delpech, avec Jane Birkin sur l'album Rendez-vous de Jane Birkin.
- 2005 : Chanson pour Nathalie, reprise de Nino Ferrer sur la compilation On dirait Nino.
- 2011 : Osez Joséphine d'Alain Bashung sur l'album hommage Tels Alain Bashung.
- 2011 : J'ai triste, reprise de Les Valentins avec Les Valentins sur l'album Jacno Future.
- 2015 : Le Temps de l'amour, reprise de Jacques Dutronc sur l'album Joyeux anniversaire M'sieur Dutronc.
- 2016 : Mobilis in mobile de L'Affaire Louis' Trio, sur la réédition de l'album Mammifères

### Reprises de ses titres
- 2005 : Non, non, non, je ne suis plus saoul par Mass Hysteria sur l'album Mass Hysteria (morceau caché).
- 2007 : Les bières aujourd'hui s'ouvrent manuellement par Déportivo sur l'album Déportivo.
- 2010 : Brest par Nolwenn Leroy sur l'album Bretonne.

### Textes
Christophe Miossec a également écrit des textes pour les artistes suivants :
- 1999 : Les Avalanches pour Jane Birkin, sur l'album À la légère.
- 1999 : Notre histoire, Remise de peine, Ex, pour Johnny Hallyday, sur l'album Sang pour sang.
- 2000 : Une prière pour Axel Bauer, sur l'album Personne n'est parfait.
- 2001 : La Vie, la Mort pour Jeff Bodart, sur l'album Ça ne me suffit plus.
- 2001 : Rose pour Frandol, sur le CD 5 titres Demo.
- 2002 : Faisons envie pour Alain Bashung, sur l'album L'Imprudence.
- 2003 : Il et elle, Couvre-feu et Adieu Bohème, pour Juliette Gréco, sur l'album Aimez-vous les uns les autres ou bien disparaissez.
- 2003 : L'Amour et l'Air pour Daran, sur l'album Pêcheur de pierres.
- 2004 : Chanson pour un salaud pour Dani, sur l'album Tout dépend du contexte.
- 2004 : Un ange, un frère, une sœur et Outro pour Erwann Menthéour sur l'album Un ange, un frère, une sœur .
- 2005 : Fausse Route, On coule, Un homme à la mer, La Permanence et Laisser penser, pour Mass Hysteria, sur l'album Mass Hysteria.
- 2006 : album Jour blanc pour Polar excepté la chanson Le Brasier.
- 2007 : Mon homme blessé pour Valérie Leulliot sur l'album Caldeira.
- 2010 : Je ne serai jamais ta parisienne pour Nolwenn Leroy sur l'album Bretonne.
- 2012 : Disparaître pour Stephan Eicher sur l'album L'Envolée.
- 2012 : Le Hall de l'hôtel pour Daran sur l'album L'Homme dont les bras sont des branches.
- 2012 : Davy Jones co-écrit avec Nolwenn Leroy pour son album Ô filles de l'eau
- 2012 : L'Attente, L'Amour à mort, Un nouveau jour, 20 ans, L'amour peut prendre froid, À l'abri du monde, Prière pour un ami pour Johnny Hallyday sur l'album L'Attente. L'amour peut prendre froid  est tout autant écrit pour Céline Dion, puisque ce duo est présent sur son album Sans attendre.
- 2014 : J'tai même pas dit merci pour Johnny Hallyday sur l'album Rester vivant.
- 2014 :  Où vont les hommes pour Maurane sur l'album Ouvre
- 2015 : De l'amour et Mon cœur qui bat pour Johnny Hallyday sur l'album De l'amour.
- 2015 : Le Monde perdu pour Daran sur l'album Le Monde perdu.
- 2015 : Cœur voyageur pour Matt Pokora sur l'album Red.
- 2015 :  Tremble et La nuit je t'aime quand même avec Dominique A pour Joseph d'Anvers sur son album Les Matins blancs.
- 2018 : Back in L.A. pour Johnny Hallyday sur l'album Mon pays c'est l'amour.
- 2019 :  La fête est finie, sur l'album Homeless Songs de Stephan Eicher, interprété par le trio Eicher, Miossec, Axelle Red

## Filmographie

### Acteur
- 2004 : Illumination de Pascale Breton — Bob
- 2012 : L'Air de rien de Grégory Magne et Stéphane Viard — Lui-même
- 2013 : Les Salauds de Claire Denis — Guy
- 2015 : Fleur de tonnerre de Stéphanie Pillonca-Kervern –  Abbé Lohro

### Narration
- 2015 : Au maille ! de Marie Hélia (Paris-Brest Productions)

### Documentaires
- Miossec : vivre, film de Gérard Mercier, 2004, La Luna Productions, 50 min.
- Miossec, Tendre Granit, film de Gaëtan Chataigner, 2020, What’s up Productions/ Comic Strip Production, 52 min. voir en ligne